# Alaa Al-Baszir
Alaa Walid Muflih Al-Baszir (ur. 21 kwietnia 1987 w Ar-Ramsa) – jordański piłkarz, grający na pozycji pomocnika w klubie Shabab Al-Ordon.

## Kariera klubowa
Alaa Al-Baszir karierę rozpoczął w 2006 roku w Al-Ramtha. W 2008 roku krótko występował w syryjskim klubie Al-Wahda Damaszek, po czym powrócił do Al-Ramtha. W latach 2009–2012 był zawodnikiem Shabab Al-Ordon Club. Następnie grał w Al-Ramtha, saudyjskim Hajer Club, ponownie Al-Ramtha i Al-Hussein. W 2017 trafił do Al-Jazeera.

## Kariera reprezentacyjna
W reprezentacji Jordanii Al-Baszir zadebiutował 31 stycznia 2008 roku w wygranym 2:1 towarzyskim meczu z Singapurem. W 2011 został powołany na Puchar Azji. W reprezentacji rozegrał 16 spotkań.